# ヤフヤー・ムウタスィム
ヤフヤー・ムウタスィム（アラビア語：أبو زكرياء المعتصم يحي بن الناصر, Yahya al-Mu`tasim, ? - 1236年）は、ムワッヒド朝第9代アミール（カリフ、在位：1227年 - 1229年）。第4代カリフムハンマド・ナースィルの子でユースフ2世は兄。
1227年に叔父でカリフのアブドゥッラー・アーディルを暗殺したシャイフたちに擁立（初めアーディルの弟イドリース・マアムーンがカリフ候補に上がったが撤回された）、モロッコ（マグリブ）・マラケシュでカリフとして宣言された。だが翌1228年、マアムーンがイベリア半島（アンダルス）からモロッコに上陸、1229年から1230年の内戦でムウタスィムに勝利してムワッヒド朝の支配を握った。敗れたムウタスィムは山地に逃れた。
再起を図りマラケシュを占領、1232年に奪還に向かったマアムーンは急死したが、息子のアブドゥル・ワーヒド2世が戦闘を継続した。ムウタスィムはアトラス山脈に逃れて抵抗したが、1236年に敗死した。